# 神戸フットボールパーク岩岡
神戸フットボールパーク岩岡（こうべフットボールパークいわおか）は、神戸市西区にあるサッカー場。

## 概要
天然芝のグラウンドが一つ（フルピッチ1面、少年コート2面）と、全面クレーのグラウンド（前述と同じ）と、少年コート1面分のウォーミングアップ用のグラウンドがある。

## 使用大会
- 神戸少年サッカーリーグ(神戸市4種リーグ)
- 全日本少年サッカー大会兵庫県大会神戸市予選

## アクセス
JR大久保駅からバスに乗車、岩岡連絡所で下車後、徒歩15分。
| スタブアイコン | サブスタブ | この項目は、まだ閲覧者の調べものの参照としては役立たない、兵庫県に関連した書きかけの項目です。この項目を加筆・訂正などしてくださる協力者を求めています（P:日本の都道府県/兵庫県）。 |